# The Apprentice: ONE Championship Edition
The Apprentice: ONE Championship Edition es un reality show singapurense que se estrenó el 18 de marzo de 2021 y concluyó el 10 de junio del mismo año. Aunque la serie se filmó en Asia, no tiene relación con The Apprentice Asia y es la primera edición global de The Apprentice copropiedad de ONE Championship y MGM. El 1 de febrero de 2022, se convirtió en la primera versión de la franquicia en transmitirse en Netflix en más de 150 países.
El programa presenta a 16 candidatos de todo el mundo que compiten en desafíos tanto empresariales como físicos. Directores ejecutivos de importantes empresas y destacados artistas marciales mixtos también participarán como estrellas invitadas. La final la gana la directora de ventas venezolana, Jessica Ramella, quien recibió una oferta de trabajo de US$250.000 para trabajar directamente con Chatri Sityodtong, presidente y director ejecutivo de ONE, durante un año como su protegido (y como miembro de su equipo) en Singapur.

## Argumento
La serie es presentada por Chatri Sityodtong, presidente y director ejecutivo de ONE Championship. Sityodtong está acompañado por Niharika Singh, vicepresidenta sénior de Desarrollo Corporativo y Estrategia de ONE, y Dominic «Dom» Lau, anunciador del ring de ONE Championship, quien actúa como supervisor y también analizó el desempeño de cada concursante durante las pruebas de negocios y físicas, respectivamente. Esta edición marcó tres primicias en la franquicia de The Apprentice: una con dos pruebas transmitidas en un solo episodio (hasta el episodio 10); solo una persona, Singh, analiza el desempeño de cada concursante durante la prueba de negocios, en lugar de las dos habituales; y también fue la primera vez que dos equipos se disolvieron y se fusionaron en uno solo.
Estas pruebas físicas están diseñadas para poner a prueba la fuerza y la resistencia de cada equipo y suelen estar supervisadas por figuras destacadas de MMA como Georges St-Pierre, Demetrious Johnson, Angela Lee, Renzo Gracie y Ben Askren. Los equipos ganadores de la prueba física de cada semana recibirán ventajas en las pruebas de negocios.
Cada equipo elegirá un gerente de proyecto para la sección de negocios del episodio. Deberán impresionar con sus presentaciones a Sityodtong, Singh y al asesor invitado de la semana, entre quienes se encuentran Eric Yuan, fundador y director ejecutivo de Zoom; Anthony Tan, cofundador y director ejecutivo del grupo Grab; y Ankiti Bose, cofundadora y directora ejecutiva de Zilingo.
La junta decide qué equipo demostró mayor perspicacia empresarial y ganó el desafío. El director del proyecto y dos miembros del equipo perdedor se enfrentan entonces a Sityodtong y Singh en la sala de juntas, donde compiten por la eliminación del programa. Al igual que en The New Celebrity Apprentice y algunas ediciones extranjeras que no usan el eslogan tradicional de «estás despedido» para la eliminación del concursante, Sityodtong declaró al candidato que «no es el ÚNICO», haciendo referencia al lema de ONE.
El programa se anunció el 20 de febrero de 2020 y las audiciones comenzaron en marzo. Inicialmente, el estreno del programa estaba previsto para la segunda mitad, pero debido a la pandemia de COVID-19 en curso durante el rodaje, la producción comenzó de septiembre a noviembre de 2020, de acuerdo con los protocolos de salud y seguridad. La temporada se rodó íntegramente en Singapur, principalmente en Andaz Singapore, cerca de DUO , para las tareas comerciales y la sala de juntas, y en otros lugares de Singapur para las tareas presenciales.